# الیادا
الیادا (به لاتین: Elliyadda) یک منطقهٔ مسکونی در سری‌لانکا است که در سری‌لانکا واقع شده‌است.